# 지카쓰촌
지카쓰촌(近津村)은 후쿠시마현 히가시시라카와군에 일찍이 존재했던 촌이다.

## 지리
현재의 다나구라정 남부에 해당한다.

## 역사
- 1889년 4월 1일 - 정촌제 시행에 의해 10촌이 합병해 성립하였다.
- 1955년 1월 1일 - 다나구라 정, 다카노 촌, 야시로가와 촌, 야마오카 촌과 합병해, 새로운 다나구라정이 성립하여, 동일 지카쓰촌이 폐지되었다.

## 오아자
- 테라야마(寺山)
- 야츠키(八槻)
- 나가레(流)
- 시모야마모토(下山本)
- 시모야마모토(下山本)
- 기타야마모토(北山本)
- 시모테자와(下手沢)
- 시모테자와(下手沢)
- 쓰카하라(塚原)

## 지리
- 1889년 3,386
- 1920년 3,759
- 1947년 5,656

## 교통

### 철도
- 일본국유철도 ( →동일본 여객철도)
  - 스이군 선

### 도로
- 2급 국도
  - 국도 118호선

## 참고문헌
- 角川日本地名大辞典編纂委員会『角川日本地名大辞典 7 福島県』、角川書店、1981年 ISBN 4-04-001070-1
- 日本加除出版株式会社編集部『全国市町村名変遷総覧』、日本加除出版、2006年、ISBN 4-8178-1318-0